# Reflector de neutrons

Influència del reflector de neutrons en la distribució de la densitat de neutrons dins del nucli d'un reactor nuclear.

Un reflector de neutrons és qualsevol material que reflecteix neutrons. Això fa referència a la dispersió elàstica en lloc d'una reflexió especular. El material pot ser grafit, beril·li, acer, carbur de tungstè, or o altres materials. Un reflector de neutrons pot fer que una massa subcrítica de material fissil sigui crítica, o augmentar la quantitat de fissió nuclear que patirà una massa crítica o supercrítica. Aquest efecte es va exhibir dues vegades en accidents que van implicar el nucli del dimoni, una fossa de plutoni subcrítica que va ser crítica en dos incidents mortals separats quan la superfície de la fossa estava momentàniament envoltada per massa material reflectant de neutrons.

## Reactors nuclears
En una pila de reacció en cadena de grafit d'urani, la mida crítica es pot reduir considerablement envoltant la pila amb una capa de grafit, ja que aquest embolcall reflecteix molts neutrons de nou a la pila.
Per obtenir una vida útil de 30 anys, el disseny del reactor nuclear SSTAR demana que es col·loqui un reflector de neutrons mòbil sobre la columna de combustible. El lent viatge cap avall del reflector sobre la columna faria que el combustible es cremés des de la part superior de la columna fins a la part inferior.
Un reflector fet d'un material lleuger com el grafit o el beril·li també servirà com a moderador de neutrons reduint l'energia cinètica dels neutrons, mentre que un material pesat com el plom o l'eutèctic de plom-bismut tindrà menys efecte sobre la velocitat dels neutrons.
En els reactors de potència, un reflector de neutrons redueix la no uniformitat de la distribució de potència en els conjunts de combustible perifèrics, redueix les fuites de neutrons i redueix una derivació del flux de refrigerant del nucli. En reduir les fuites de neutrons, el reflector augmenta la reactivitat del nucli i redueix la quantitat de combustible necessària per mantenir el reactor crític durant un llarg període. En els reactors d'aigua lleugera, el reflector de neutrons s'instal·la amb els propòsits següents:
- La distribució del flux de neutrons està "aplanada", és a dir, augmenta la relació entre el flux mitjà i el flux màxim. Per tant, els reflectors redueixen la no uniformitat de la distribució de potència.
- En augmentar el flux de neutrons a la vora del nucli, hi ha una utilització molt millor en els conjunts de combustible perifèrics. Aquest combustible, a les regions exteriors del nucli, ara contribueix molt més a la producció total d'energia.
- El reflector de neutrons dispersa (o reflecteix) al nucli molts neutrons que, d'altra manera, s'escaparien. Els neutrons reflectits de nou al nucli estan disponibles per a la reacció en cadena. Això significa que es redueix la mida crítica mínima del reactor. Alternativament, si es manté la mida del nucli, el reflector fa que estigui disponible una reactivitat addicional per a una major consum de combustible. La disminució de la mida crítica del nucli requerida es coneix com a estalvi del reflector.
- Els reflectors de neutrons redueixen les fuites de neutrons, és a dir, redueixen la fluència de neutrons en un recipient a pressió del reactor.
- Els reflectors de neutrons redueixen la derivació del flux de refrigerant d'un nucli.
- Els reflectors de neutrons serveixen com a blindatge tèrmic i de radiació del nucli d'un reactor.[2]